# Atelopus pastuso
Atelopus pastuso is een kikker uit de familie padden (Bufonidae) en het geslacht klompvoetkikkers (Atelopus). De soort werd voor het eerst wetenschappelijk beschreven door Luis Aurelio Coloma, Stefan Lötters, William Edward Duellman en Alfonso Miranda-Leiva in 2010. Omdat de soort pas sinds recentelijk is beschreven wordt de kikker in veel literatuur nog niet vermeld.
Atelopus pastuso leeft in delen van Zuid-Amerika en komt voor in de landen Colombia en Ecuador. De kikker is bekend van een hoogte van 2800 tot 3900 meter boven zeeniveau. De soort komt in een relatief klein gebied voor en is hierdoor kwetsbaar. Door de internationale natuurbeschermingsorganisatie IUCN is de soort nog niet opgenomen op de lijst van bedreigde dieren.